# Die vier Abgesandten des Zwölften Imām
Die Vier Abgesandten oder Vier Botschafter oder Vier Mittler des Zwölften Imams sind Sammelbegriffe für eine Personengruppe aus dem Islam der Zwölferschiiten (Imamiten), deren Glaube an den Mahdi, den erwarteten Erlöser und zugleich verborgenen Zwölften Imam, den Kernpunkt ihrer Eschatologie bildet. Arabische Begriffe für diese Personengruppe sind Abwāb, Einzahl: Bāb („Tore, Pforten“); Sufarāʾ, Einzahl: Safīr („Botschafter“), Na'ib (Abgeordneter) oder Wakil (Anwalt). Diese Begriffe beziehen sich auf den Glauben der Zwölferschiiten an den Zwölften Imam und dessen Verborgenheit (ġaiba bzw. Ghaiba), genau gesagt: dessen „kleiner Verborgenheit“ (al-ġaiba aṣ-ṣuġrā in der Zeit von 874 bis 941.
Über diese vier Botschafter hatte dieser während seiner „kleinen Verborgenheit“ den Kontakt zu seinen Anhängern gehalten, diese fungierten nacheinander als Mittler zwischen ihm und seinen verbliebenen Anhängern. Sie übermittelten ihm Fragen und überbrachten heimlich seine Antworten.
Nach dem Ableben des vierten Botschafters (941) soll sich der Zwölfte Imam in die „große Verborgenheit“ (al-ġaiba al-kubrā) zurückgezogen haben, die bis heute andauert.

## Vier Botschafter des Zwölften Imām
Die vier Botschafter waren:
- Uthman ibn Said al-Asadi
- Abu Dschafar Muhammad ibn Uthman (gest. 917)
- Abu l-Qasim al-Husain ibn Ruh an-Nawbahti (gest. 938)
- Abu l-Husain Ali ibn Muhammad as-Samarri (gest. 941)